# Hjortmossberget
Hjortmossberget är Uppsala kommuns högsta punkt, 111,2 meter över havet.
Hjortmossberget ligger i Järlåsa socken. Fram till att Heby kommun bytte län från Västmanlands län till Uppsala län var Hjortmossberget det högsta i Uppsala län. Sedan dess är det Tallmossen.